# Альвгейм (королівство)

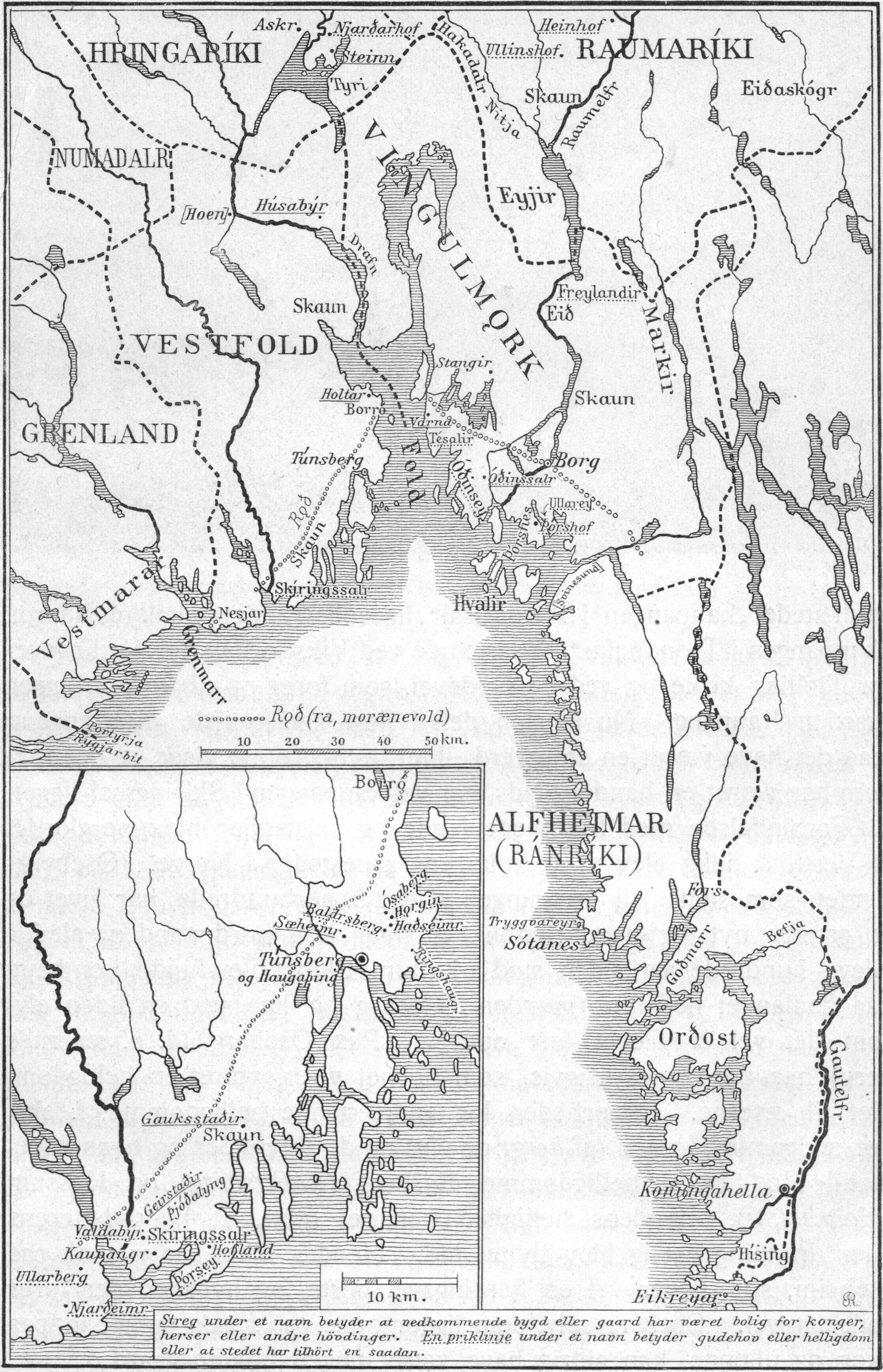
Мапа Вікена з Альвгеймом у нижньому правому куті

Альвгейм чи Альфгейм (давньоскан. Álfheimar) — було, згідно з ісландськими авторами саг, невеликим королівством періоду роздроблення між сучасними річками Ґломма і Гета-Ельв.

## Розташування
Альвгейм, можливо, охоплював сучасний Богуслен у Швеції, річки Гета-Ельв і Кларельвен, а також Ґломму, як східну, так і західну частину Вінґулмарка.

## Правителі
Список подано в хронологічному порядку згідно з джерелами:
- Альв
- Альвґейр
- Ґандальв Альвґейрсон
- Гаральд Прекрасноволосий

## Історія
Саги не дають жодних відомостей про Альвгейм під час правління Альвґейра. Тож історія викладена з Ґандальва і практично тільки в контексті його протистояння з Вестфоллом.
У «Колі Земному» розповідається, що після багатьох патових битв між Ґандальвом і Гальвданом Чорним, два правителі погодилися розділити Вінґулмарк, Гальвдан отримав назад частину, яку його дід отримав як посаг зі своєю першою дружиною Альвгільдою. Троє синів Ґандальва, Гайсінг, Гельсінг і Гаке пізніше очолили засідку на Гальвдана, але двоє з них загинули в битві, а третій брат, Гаке, втік назад до Альвгейму. 
Після того, як син Гальвдана, Гаральд Горфаґер отримав у спадок Вестфолл, Ґандальв і Гаке побачили у цьому можливість і напали на Гаральда. Внаслідок битви при Гакадалі Гакі загинув а Ґандальв утік. Між Ґандальвом і Гаральдом мало бути кілька воєн, і врешті Ґандальв загинув у битві, а Гаральд заволодів частиною земель. Згодом Альвгейм був завойований конунгом Свеаланду Еріком Анундсоном, але Гаральд незабаром завоював і його територію, і Альвгейм був включений до складу Норвегії.

### Доведеність існування
Важливо розуміти, що лише ісландські саги, зокрема Сноррі Стурлусон у «Колі Земному», використовують назву Alvheim, яка перегукується з Альвгеймом як частиною мітології (Саксон розповідає про деякі місцевості, але він не згадує назву). У норвезьких творах, як-от Historia Norwegiæ або «Красива шкіра», ця назва стосовно держави взагалі не згадується. Немає жодних слідів того, що така назва місцевості взагалі могла використовуватися в Норвегії. У норвезьких джерелах назви Вінґулмарк і Ранріке використовуються для одного регіону. Історик Клаус Краґ вважав, що мова може йти про вигадану місцевість і вигадану правлячу династію. Інший історик Ґустав Шторм вважав, що це могло бути поєднання міфології та історії, і що Альвгейм насправді був застарілою назвою дому богів, і що тодішні ісландські історики перетлумачили це як географічний термін.